# Statuia lui Avram Iancu din Cluj-Napoca

Statuia lui Avram Iancu din Cluj-Napoca
(Piaţa Avram Iancu)

Statuia lui Avram Iancu din Cluj-Napoca, închinată memoriei personajului istoric român, este amplasată în Piața Avram Iancu, în fața Catedralei Ortodoxe, pe locul unui fost monument al eroilor sovietici.

## Istoric
Realizat în anul 1993 de către sculptorul Ilie Berindei (stabilit în Elveția), la inițiativa fostului primar Gheorghe Funar, monumentul a stârnit vii controverse estetice locale.

## Descriere
Din mijlocul unei fântâni arteziene, se înalță soclul statuii, alcătuit din blocuri de piatră care simbolizează stâncile Munților Apuseni, locul de baștină al lui Avram Iancu. În vârful compoziției, imortalizat în bronz, Avram Iancu, cu spatele la Catedrala Ortodoxă, privește spre Opera Română, a cărei trepte de acces sunt flancate de statuile poeților Lucian Blaga și Mihai Eminescu. Lângă baza soclului, trei tulnicărese, cheamă moții la luptă, alături de Avram Iancu.